# Foy & Gibson
Foy & Gibson (ook bekend als Foy's ) was een van de grootste en vroegste warenhuisketens van Australië. Een groot aantal producten  werd door het bedrijf zelf vervaardigd en verkocht, waaronder kleding, lederwaren, stoffering, meubels, gebruiksgoederen en voedsel.

## Geschiedenis
De eerste winkel werd opgericht als een textielwinkel in Smith Street, Collingwood, Victoria door Mark Foy. Dit bedrijf floreerde en bezette in 1875 drie winkels en groeide naar zes in 1880. Zijn zoon Francis Foy nam de zaak over en ging in maart 1883 een samenwerking aan met William Gibson. Kort nadat Francis Foy zijn 50 % aandeel verkocht aan Gibson, trok hij samen met zijn broer Mark naar Sydney, waar zij in 1885 Mark Foy's oprichtten.
Toen het bedrijf eind jaren 1880 uitbreidde, werd Gibson vergezeld door William Dougal en zijn neven Samuel Gibson en John Maclellan. Hij opende een ijzerwarenafdeling en richtte de winkel in 1889 opnieuw in, naar verluidt gemodelleerd naar de Parijse Bon Marché. Naar verluidt was het hiermee het eerste warenhuis in Melbourne. Gibson hield  ondanks de bankencrises van 1893 zijn winkel draaiende door hard te werken en begon zijn eigen fabrieken op te richten. Aan het begin van de 20e eeuw produceerde Gibsons ateliers herenkleding, overhemden, damesondergoed, modevakartikelen, meubels, beddengoed, ijzerwaren en 'Gibsonia' wol en breigoed. Het werd een van de grootste werkgevers in Victoria en domineerde Wellington Street en Smith Street met enorme rode bakstenen gebouwen van meerdere verdiepingen, allemaal ontworpen door architect William Pitt .
Gibson richtte in 1895 een filiaal van het bedrijf op in Perth en opende vervolgens een winkel in Brisbane in 1903 en een andere in Rundle Street, Adelaide in 1907, op de plaats van het York Hotel. Het werd  het eerste warenhuis met veel vestigingen verdeeld over meerdere staten. Een tweede winkel in Melbourne, genaamd de Big Store, werd in 1902 geopend in Chapel Street, Prahran. In 1935 werd een stadswinkel op de hoek van Bourke en Swanston in Melbourne herbouwd.

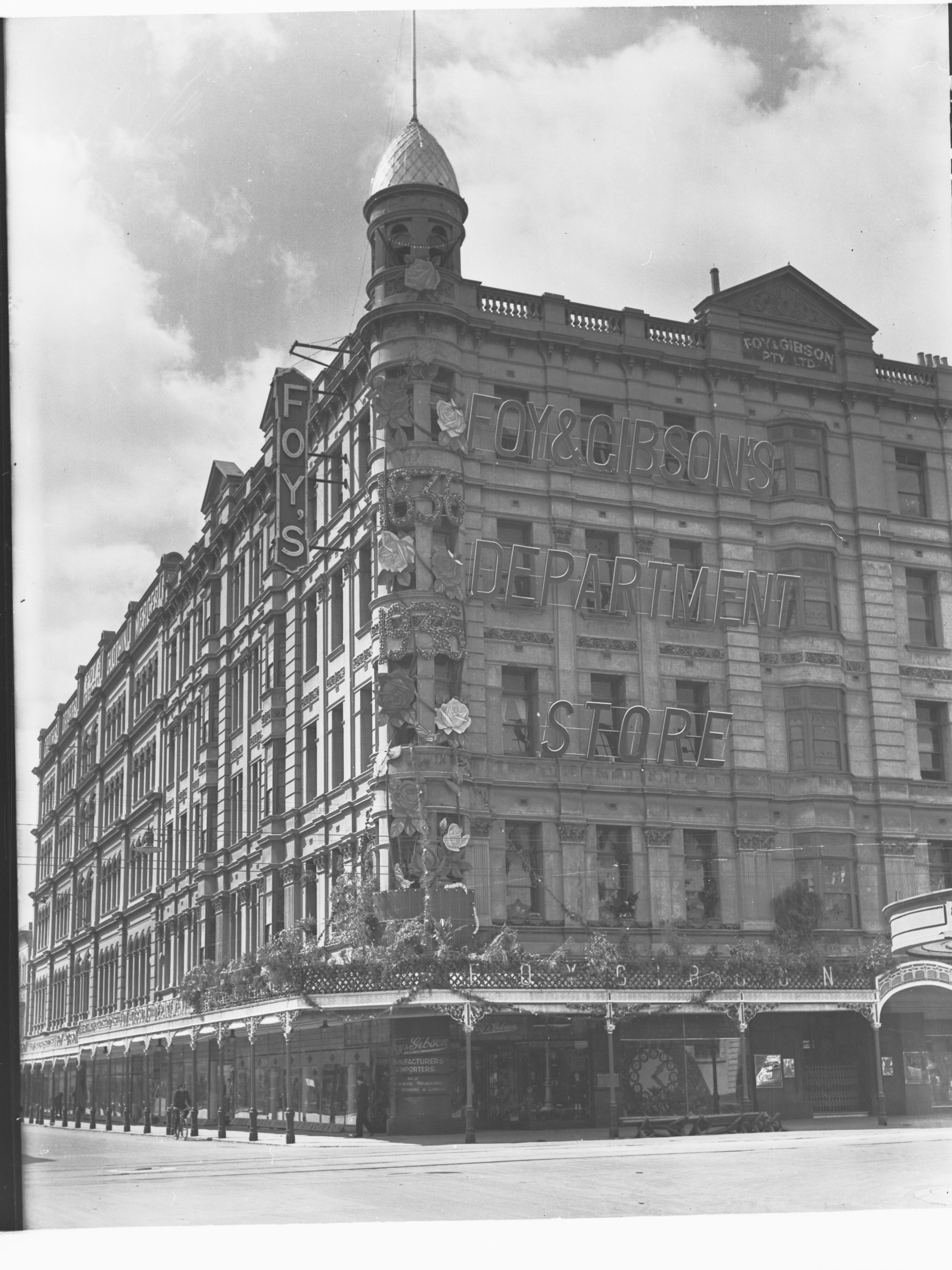
Voormalig warenhuis Foy & Gibson in de Rundle Street in Adelaide (1936)

In 1955 werd het bedrijf opgekocht door Cox Brothers. In 1964 werd Foy & Gibson (WA) Ltd, inclusief tien winkels in West-Australië, verkocht aan David Jones. De winkel aan Bourke Street in Melbourne werd in 1967 verkoht aan Woolworths. De winkel in Adelaide bleef handelen onder de vlag van Cox-Foys en was tot de sluiting in 1977 eigendom van Harris Scarfe. 1977. Cox Brothers werd in 1968 onder curatele gesteld en daarmee eindigde de naam Foys in Melbourne in 1968. Brievenboeken, financiële gegevens en catalogi worden bewaard door de University of Melbourne Archives.